# Coendou ichillus
El puercoespín enano rayado (Coendou ichillus) es una especie de puercoespín de la familia Erethizontidae, nativa  del este de Ecuador. Ha sido reportada también en Colombia, y puede estar presente en Perú.
Se encuentra en las tierras bajas entre los 300 y 600 m de altitud. Parece ser nocturno y arborícola en sus hábitos.
Anteriormente, esta especie a veces se asignaba a Sphiggurus, un género que ya no se reconoce desde que los estudios genéticos demostraron que era polifilético y además anidaba dentro de Coendou. Sus parientes más cercanos son el puercoespín enano peludo opaco (Coendou pruinosus) y el puercoespín enano peludo marrón (Coendou vestitus).